# Gregory (Bischof, Brechin)
Gregory († zwischen 1242 und 19. Juli 1246) war ein schottischer Geistlicher. Ab 1218 war er Bischof von Brechin.

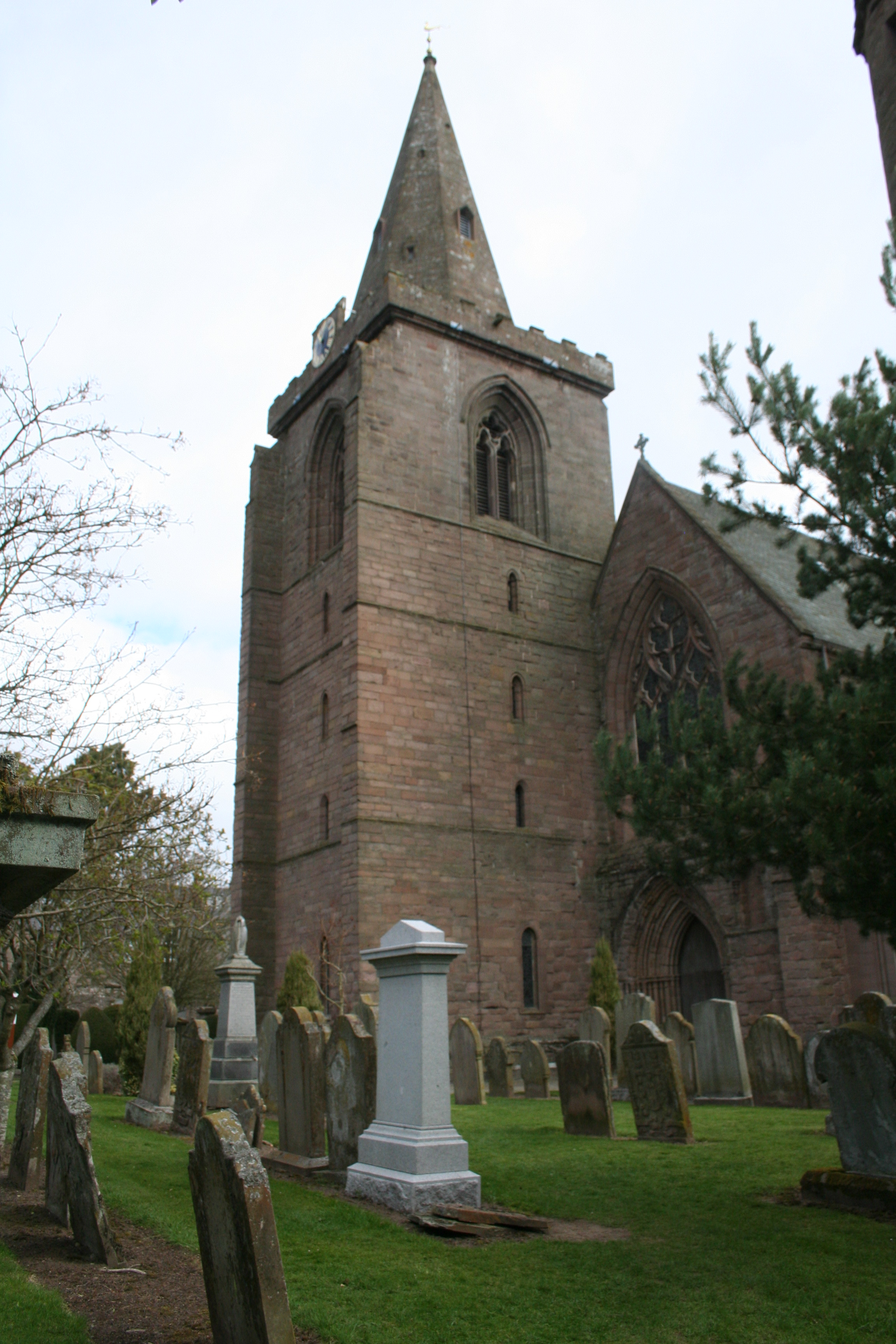
Die Westfassade der unter Bischof Gregory vollendeten Brechin Cathedral

Gregory wurde zwischen 1189 und 1198 zum Archidiakon von Brechin ernannt. Vor Dezember 1218 wurde er zum Bischof des Bistums Brechin gewählt. Am 18. Dezember 1218 schrieb Papst Honorius III. an den Bischof William Malveisin von St Andrews und informierte ihn über die Wahl. Bischof Malveisin solle die Rechtmäßigkeit der Wahl und die Befähigung von Gregory für das Bischofsamt überprüfen. Sollte seine Überprüfung keine Beanstandungen ergeben, so sollte er Gregory zum Bischof weihen. Wann Gregory zum Bischof geweiht wurde, ist unbekannt, doch 1219, 1224 und 1225 wurde er als Bischof beauftragt, als Richter in kirchlichen Streitfällen zu entscheiden. Noch zu Beginn seiner Amtszeit als Bischof bezeugten die Culdeer bischöfliche Urkunden. Bis 1225 verschwanden sie aber aus den Zeugenlisten, möglicherweise war es Gregory gelungen, sie in reguläre Kanoniker umzuwandeln. 1225 war Gregory am Hof von König Alexander II. in Forfar anwesend und 1230 nahm er an einer Ratsversammlung in Dundee teil. Während seiner Amtszeit wurde der kurz nach 1200 begonnene Bau der Kathedrale von Brechin vollendet. Die geringe Größe der Kathedrale verdeutlicht die Armut des Bistums, dennoch konnte Gregory einige architektonisch anspruchsvolle Details wie das Westportal erbauen lassen. 1242 wird Gregory letztmals gesichert erwähnt. Vor dem 19. Juli 1246 wählte das Kathedralkapitel seinen Nachfolger.